# Acoelomorpha
Los acelomorfos (Acœlomorpha) forman, según las nuevas clasificaciones, su propio filo o subfilo, pero antes se les consideraba platelmintos turbelarios. Estarían en la base de los Deuterostomia. Incluye acelos y nemertodermátidos, dos antiguos órdenes de turbelarios.

## Características
Son diminutos gusanos planos que carecen de intestino. El alimento es digerido en el interior de vacuolas que se forman alrededor de la ingesta. Carecen de cavidad general y de ahí su nombre. Poseen un estatocisto que posiblemente les sirve para controlar la gravedad y orientarse.

## Historia natural
Todas las especies conocidas son marinas y habitan entre las partículas de sedimentos, flotando en el agua formando parte del plancton o nadando entre las algas. También, los menos, habitan en aguas poco profundas, arrastrándose por el fondo hasta unos doscientos metros, o poco más, de profundidad.